# 638 Moira
638 Moira је астероид главног астероидног појаса. Приближан пречник астероида је 65,44 ,
а средња удаљеност астероида од Сунца износи 2,733 астрономских јединица (АЈ).
Инклинација (нагиб) орбите у односу на раван еклиптике је 7,718 степени, а орбитални период износи 1650,706 дана (4,519 године). Ексцентрицитет орбите астероида износи 0,162.
Апсолутна магнитуда астероида износи 9,80 а геометријски албедо 0,049.
Астероид је откривен 5. маја 1907. године.